# لیگ برتر بسکتبال زنان ایران ۱۳۹۴
لیگ برتر بسکتبال زنان ایران ۱۳۹۴ چهاردهمین دورهٔ لیگ برتر بسکتبال زنان ایران بود که در اسفند ۱۳۹۴ به پایان رسید. در مرحله نهایی این مسابقات چهار تیم کوشاسپهر سبلان، گاز تهران، شهرداری بندرعباس، ذوب‌آهن اصفهان به صورت رفت و برگشت با یکدیگر مسابقه دادند. در مسابقه پایانی در سالن حیدرنیا تیم گاز تهران به مربیگری فرانک طیاری توانست اختلاف ۱۵ امتیازی را جبران کرده و با پیروزی ۷۴ بر ۷۳ به قهرمانی رسید. دیدار رده‌بندی، شهرداری بندرعباس موفق شد ذوب‌آهن اصفهان را شکست دهد و به مقام سومی دست یابد.

## رده‌بندی پایانی
| رتبه | تیم              | امتیاز |
| ---- | ---------------- | ------ |
| ۱    | گاز تهران        |        |
| ۲    | کوشاسپهر سبلان   |        |
| ۳    | شهرداری بندرعباس |        |
| ۴    | ذوب‌آهن اصفهان    |        |

## ترکیب تیم قهرمان
اعضای تیم قهرمان گاز تهران عبارتند از: دلارام وکیلی، آزاده معینی، گلاره کاکاوند، مونا بهبهانی، سمانه ثابت‌زاده، سعیده علی، آتوسا عباسیان، سوگند احمدی، سحر احمدی، گلشید امیدیان، غزل فرهانی، مائده جعفری، فرزانه فروتن و زهرا زمانی‌نژاد. سرمربی: فرانک طیاری.
از ترکیب تیم نایب قهرمان کوشاسپهر سبلان می‌توان از تینا عیسائیان و آینه گوکووا نام برد. پوران عباسی سرمربی این تیم بود
از اعضای تیم سوم شهرداری بندرعباس نیز می‌توان از باقری سرمربی این تیم نام برد.